# Sergio Leone
Vous lisez un « bon article » labellisé en 2011.
Pour les articles homonymes, voir Leone.
Ne pas confondre avec le footballeur espagnol Sergio León.
Sergio Leone (prononcé en italien [ˈsɛrd͡ʒo leˈoːne]), né le 3 janvier 1929 à Rome et mort le 30 avril 1989 dans la même ville, est un réalisateur et scénariste italien.
Figure majeure du western spaghetti (qu'il popularise largement, sans toutefois l'inventer, ni adhérer à l'épithète), il réalise la Trilogie du dollar composée de Pour une poignée de dollars, Et pour quelques dollars de plus et Le Bon, la Brute et le Truand, qui sont souvent considérés comme des classiques du cinéma, films qui révèlent l'acteur Clint Eastwood et le compositeur Ennio Morricone. Il est également célèbre pour la Trilogie du temps, composée de Il était une fois dans l'Ouest, Il était une fois la révolution et Il était une fois en Amérique.
Alors qu'il était apprécié par le public mais boudé par la critique et ses pairs de son vivant, son importance dans l'histoire du cinéma est par la suite reconnue. Leone réussit à s'imposer parmi les grands réalisateurs grâce à son style novateur, sa mise en scène et l'utilisation de la musique, composée par son collaborateur et ami Ennio Morricone. Plusieurs réalisateurs importants reconnaissent l'influence qu'il a eue sur leur travail ou l'admiration qu'ils lui portent, au premier rang desquels Quentin Tarantino.

## Biographie

### Les débuts
Sergio Leone est le fils unique de Vincenzo Leone dit Roberto Roberti, pionnier du cinéma italien réduit au chômage du fait de son opposition au fascisme,, et de l'actrice Bice Waleran (Edwige Valcarenghi de son vrai nom). Son père réalise le premier western italien, La Vampire indienne en 1913, dans lequel sa mère tient le rôle de l'Indienne. Par la suite, président des réalisateurs italiens, il réalise de nombreux films avec l'actrice Francesca Bertini et fait débuter l'acteur Lido Manetti. Sergio naît après 14 années de mariage du couple ; son parrain est le réalisateur italien Mario Camerini. Il fait ses études chez les Frères Saint-Jean-Baptiste-de-La-Salle, où il est un élève moyen et où il se retrouve dans la même classe qu'Ennio Morricone. Mais les deux enfants ne sont pas très proches et se perdent de vue. Enfant, il connaît la Seconde Guerre mondiale à travers les fumetti, des bandes dessinées italiennes qu'il lit beaucoup. En 1941, son père lui fait jouer le rôle d'un enfant dans La bocca sulla strada.
Il finit ses études à 18 ans et commence sa carrière dans le cinéma comme assistant pour Carmine Gallone dans l'adaptation d'opéras (que Leone abhorre) : Rigoletto, La forza del destino et La leggenda di Faust. En 1948 il fait de la figuration et assiste le réalisateur Vittorio De Sica dans Le Voleur de bicyclette. Par la suite, il assiste des metteurs en scène italiens tels que Mario Bonnard, Mario Camerini ou — malgré son mauvais anglais — les Américains Robert Wise, Fred Zinnemann et même William Wyler pour Ben-Hur.
Il commence réellement sa carrière de réalisateur en 1959 en mettant en scène le péplum Les Derniers Jours de Pompéi en remplacement de Mario Bonnard, tombé malade. En 1960, il se marie avec Carla, une ballerine avec laquelle il a trois enfants : Raffaella, Francesca et Andrea.

### Les années 1960

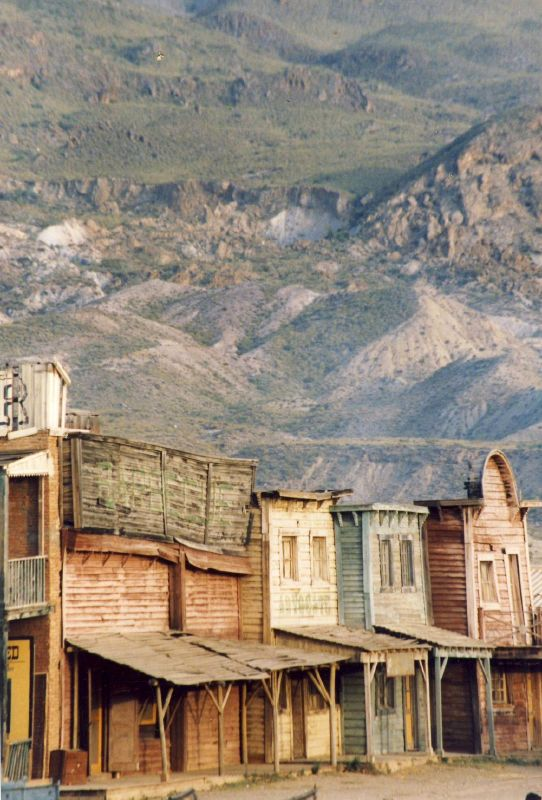
Décor des westerns tournés à Alméria

En 1961, il réalise un autre péplum, Le Colosse de Rhodes, avec Rory Calhoun et Lea Massari. L'année suivante, il est réalisateur de seconde équipe sur Sodome et Gomorrhe de Robert Aldrich, mais le tournage se passe très mal et Leone démissionne. Alors que le western américain est en plein déclin, il participe au développement du western spaghetti (ou western italien) ; il déclare d'ailleurs : « Ce mot de « spaghetti-western », c'est un des plus cons que j'ai jamais entendus de ma vie ». Ainsi plus de 400 westerns italiens sont tournés entre 1964 et 1973. À propos du western méditerranéen qui se réappropriait le mythe américain, Leone déclarait : « Agamemnon, Ajax, Hector, sont les archétypes des cow-boys d'hier : égocentriques, indépendants, héroïques, fripouilles, et tout ça en grand, à des dimensions mythiques ».
En 1964, Leone réalise Pour une poignée de dollars, un remake d'un film japonais d'Akira Kurosawa, Le Garde du corps (Yojimbo). L'histoire est transposée presque point par point du Japon féodal dans un univers western. D'après Leone, « la situation à laquelle j'ai surtout pensé pour ce film est connue, c'est celle d'une pièce de Goldoni, Arlequin serviteur de deux maîtres. Avec le western, vous pouvez traiter tous les sujets classiques déjà rencontrés dans le théâtre ou la littérature de tous les pays ». Pour ce film, il utilise le pseudonyme de Bob Robertson (l'américanisation du nom est monnaie courante à l'époque pour les réalisateurs désirant percer aux États-Unis).
Le tournage a lieu en Espagne et au studio de Cinecittà pour les intérieurs, pour un budget de 120 millions de lires réparti ainsi : un tiers pour l'Italie, un tiers pour l'Espagne et un tiers pour l'Allemagne de l'Ouest. Leone désirait Henry Fonda, mais son agent ne lui fit pas lire le script ; les producteurs proposèrent Richard Harrison, mais Leone refusa, James Coburn accepta, mais son cachet (25 000 dollars) fut jugé trop élevé. Finalement c'est Clint Eastwood, acteur américain de la série Rawhide, qui accepte pour un cachet de 15 000 dollars. Gian Maria Volonté (dont le nom américanisé au générique est John Wells) est engagé pour 2 000 000 lires. Le succès est immense et fait découvrir, outre les acteurs, le costumier Carlo Simi et surtout le compositeur Ennio Morricone, ancien camarade de classe de Leone, dont le nom reste attaché au réalisateur et dont Leone dit : « il n'est pas mon musicien, il est mon scénariste ».
En 1965, Leone signe la suite : Et pour quelques dollars de plus. Au casting, Lee Marvin est choisi pour rejoindre Clint Eastwood et Gian Maria Volonté, mais il se désiste trois jours avant le tournage pour jouer dans Cat Ballou. C'est finalement Lee Van Cleef qui obtient le rôle ; le trio est complété par Klaus Kinski. Pour ce film, Leone se documente énormément en consultant des livres sur l'Ouest américain et la Guerre de Sécession empruntés à la Bibliothèque du Congrès de Washington. Le budget est de 350 000 000 lires.
1966 marque le dernier volet de la Trilogie du dollar avec Le Bon, la Brute et le Truand. Clint Eastwood est toujours présent (dans le rôle du « bon »), ainsi que Lee Van Cleef (la « brute ») ; ils partagent cette fois-ci l'affiche avec Eli Wallach (le « truand »). Le budget est d'un million de dollars américains. C'est à partir de ce film que Clint Eastwood devient une star aux États-Unis. C'est la première d'une série de collaborations fructueuses entre le directeur de la photographie Tonino Delli Colli et Sergio Leone. Eastwood lui propose alors de mettre en scène Pendez-les haut et court en 1968 ; Leone refuse et c'est finalement Ted Post qui s'en chargera. La même chose se reproduit en 1970 avec le film Sierra torride finalement mis en scène par Don Siegel.

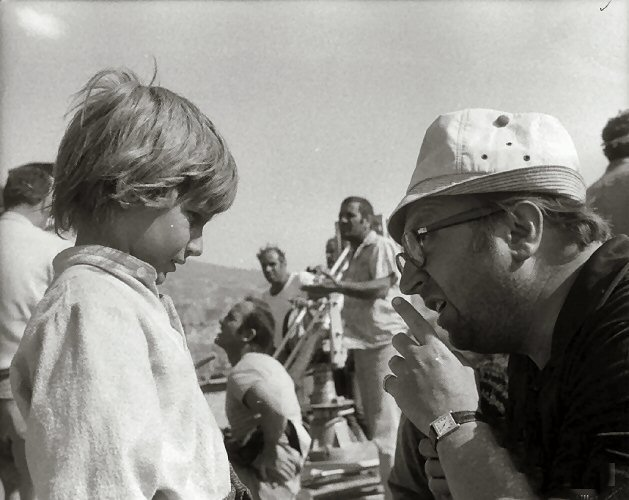
Sergio Leone dirigeant le petit Enzo Santaniello dans Il était une fois dans l'Ouest

Après cette trilogie, Leone veut adapter À main armée (The Hoods) de Harry Grey (qui deviendra Il était une fois en Amérique), mais les producteurs veulent tous que Leone fasse un western. En 1968, il tourne Il était une fois dans l'Ouest, qui décrit la fin d'une grande époque, la conquête de l'Ouest ; le train arrive au bout de l'Ouest, amène la civilisation et le modernisme avec lui et met fin à la conquête. Le film annonce, comme chez Peckinpah, que l'Ouest est mort. Le film est tourné en 14 semaines en Italie, en Espagne et à Monument Valley, aux États-Unis.
Le film devait être lié à la trilogie précédente par la première scène de Il était une fois dans l'Ouest. En effet, les trois personnages qui accueillent Charles Bronson à sa sortie du train devaient être interprétés par Clint Eastwood, Lee Van Cleef et Eli Wallach, interprètes des héros du film Le Bon, la Brute et le Truand. Cependant Eastwood, soucieux de son image professionnelle, ne souhaitait pas mourir dès la première scène du film ; Sergio Leone n'a pas pu poursuivre cette idée, malgré l'accord des deux autres comédiens. Le film entame une nouvelle trilogie, la Trilogie du temps. Pour ce film Leone bénéficie d'une distribution impressionnante : Claudia Cardinale, Charles Bronson, Henry Fonda, Jason Robards et Gabriele Ferzetti. Le scénario est signé par Leone, Sergio Donati et deux futurs grands réalisateurs, Dario Argento et Bernardo Bertolucci. Le tournage est marqué par la mort de l'acteur Al Mulock qui se défenestre pendant le tournage.

### Les années 1970

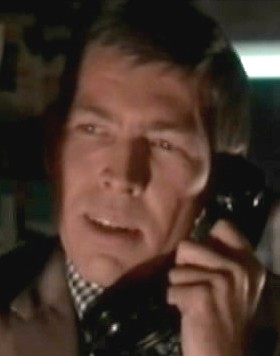
James Coburn, ici en 1963

En 1971 c'est le deuxième volet de la Trilogie du temps : Il était une fois la révolution, avec Rod Steiger et James Coburn (Leone voulait Jason Robards et Malcolm McDowell au départ). Dans ce film, les protagonistes se retrouvent en pleine révolution mexicaine (1913) dans une fable picaresque. Leone ne devait pas réaliser le film, mais uniquement le produire. Peter Bogdanovich, qui venait de réaliser La Cible, est approché, mais le contact avec Leone se passe mal ; Sam Peckinpah accepte de tourner le film, mais les acteurs et la United Artists obligent Leone à réaliser le film, une semaine avant le début du tournage. Le scénario est alors réécrit dans l'urgence pour coller à l'univers du réalisateur. La relation avec Rod Steiger est très mauvaise au début du tournage.
Cette année-là, il participe comme membre du jury officiel au Festival de Cannes 1971 sous la présidence de Michèle Morgan.
En 1973 il produit et tourne quelques scènes de Mon nom est Personne de Tonino Valerii, son ancien assistant, avec Henry Fonda et Terence Hill. En 1975, Leone produit Un génie, deux associés, une cloche, un western de Damiano Damiani. Terence Hill, à nouveau en tête d'affiche, est cette fois entouré de Miou-Miou et Robert Charlebois, bien qu'au départ Leone pensât engager le trio des Valseuses : Depardieu, Dewaere et Miou-Miou. Le film déçoit tellement Leone qu'il décide de ne plus produire de western.
Il produit Qui a tué le chat ? de Luigi Comencini en 1977 avec Ugo Tognazzi et Mariangela Melato et Un jouet dangereux de Giuliano Montaldo avec Nino Manfredi et Marlène Jobert en 1979. En 1978 il participe au jury de la Berlinale 1978 sous la présidence de Patricia Highsmith.

### Les années 1980

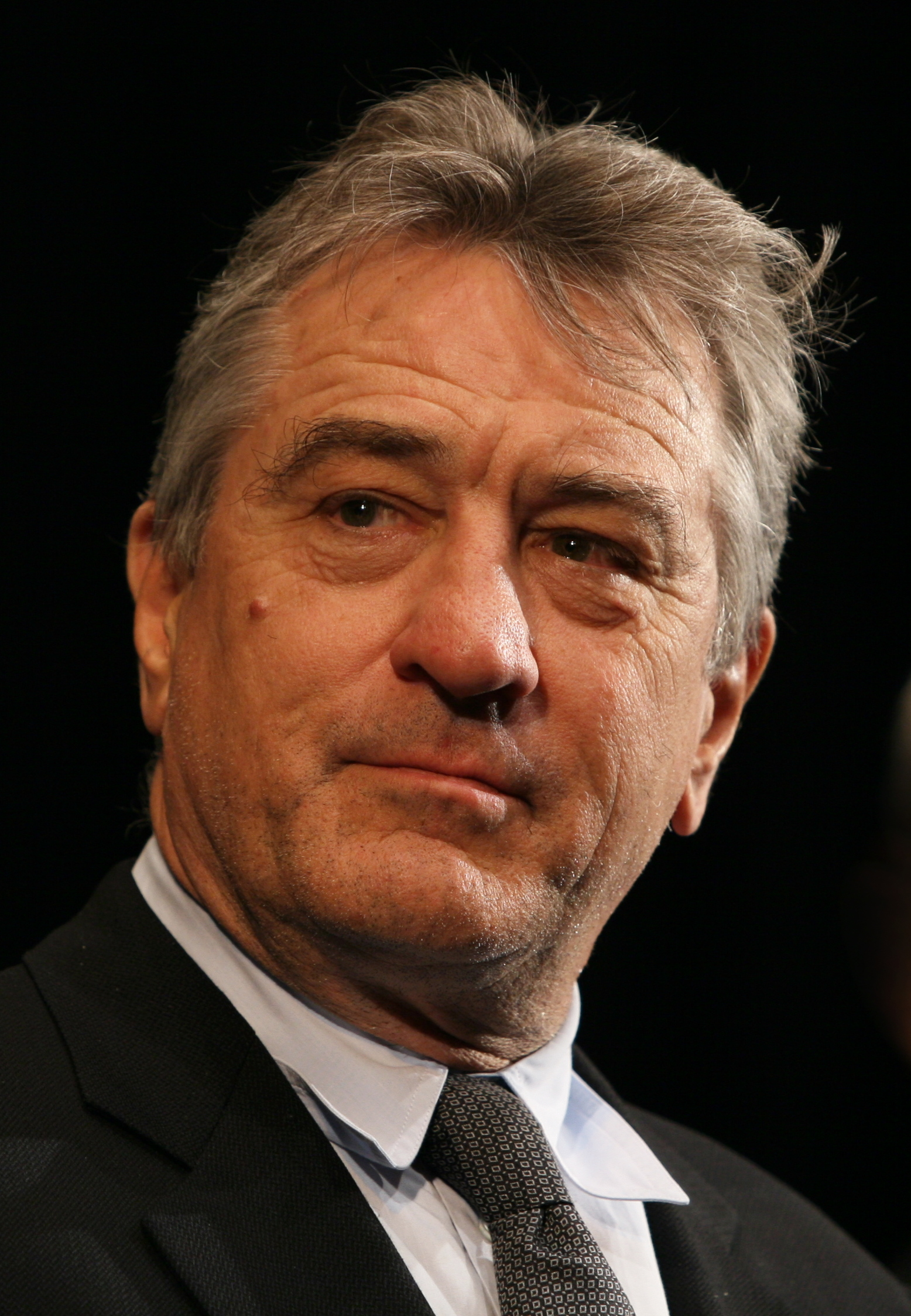
Robert De Niro en 2008

Sur les conseils de son ami Frédéric Rossif, Leone tourne quelques films publicitaires pour les glaces Gervais, la Renault 18, Europ Assistance ou Palmolive,
En 1984, Leone tourne Il était une fois en Amérique, film dont le chantier avait commencé dès 1972. À l'origine, il est prévu avec Steve McQueen, Paul Newman et James Cagney mais il est finalement interprété par Robert De Niro, James Woods et Treat Williams. Cette fois Leone change de registre : en effet, ce film n'est pas un western, mais un film de gangsters et il s'agit du seul film américain tourné par le réalisateur. Leone, dont les films sont toujours longs, réalise ici un record personnel avec une durée de 251 minutes (version la plus longue du film au 21 juin 2015). Le tournage se déroule à New York, Montréal, Paris, Venise, Côme et dans les studios de Cinecittà pendant 30 semaines. Pour des raisons syndicales, Leone est obligé d'employer une équipe de tournage américaine ; elle figure au générique du film, mais ne participe pas. Le film dépeint l'Amérique du temps de la prohibition et l'avènement du gangstérisme. Là encore, c'est aussi la fin d'une époque, la plus grande partie du film est constituée de flashbacks. Les deux principaux protagonistes entretiennent la « flamme », les codes qui étaient en vigueur dans leur jeunesse. Le film est bien reçu ; ainsi Christian Bosséno écrit-il dans La Revue du cinéma : « Une excellente utilisation de la durée, un scénario admirablement construit, un souci de reconstitution scrupuleux et impressionnant, une interprétation fascinante forcent l'admiration. »
Leone meurt soudainement le 30 avril 1989 d'une crise cardiaque à l'âge de 60 ans, juste après avoir regardé à la télévision Je veux vivre !, un film de Robert Wise. Il est enterré au cimetière de Pratica di Mare.
Leone parlait bien français, comme on peut le constater dans le documentaire Sergio Leone, une Amérique de légende[réf. nécessaire].

## Projets avortés ou refusés
Parmi les réalisateurs que Leone faillit produire on peut citer Theo Angelopoulos, Alejandro Jodorowsky ou Marco Vicario. Deux projets qu'on lui avait proposés pour la télévision ne se sont pas réalisés : Marco Polo et Garibaldi ; il a par ailleurs toujours caressé l'envie d'adapter deux monuments de la littérature : Voyage au bout de la nuit de Louis-Ferdinand Céline et Cent ans de solitude de Gabriel García Márquez (qu'il aurait adapté en 10 épisodes pour la télévision).
Sergio Leone a refusé de tourner le premier film du Parrain finalement réalisé par Francis Ford Coppola en 1972. Il a également refusé de réaliser Corto Maltese d'après Hugo Pratt et Flash Gordon d'après Alexandre Gillespie Raymond. Il décline la proposition du producteur Daniel Toscan du Plantier pour la réalisation de Carmen, finalement confiée à Francesco Rosi. Durant un temps il a également imaginé un remake d'Autant en emporte le vent, adapté à son propre style.
Leone, peu avant sa mort, avait comme idée de tourner un film sur le siège de Léningrad en Russie d'après le livre Les 900 jours de Leningrad de Harrison Salisbury. À partir de ce livre fournissant une information documentée, Leone imagina une histoire d'amour américano-soviétique pour servir de vecteur à une fiction dramatique. Il s'avoue fasciné par l'héroïsme collectif de cette population prise au piège dans sa propre ville par une armée ennemie. Il imagine un long plan séquence tourné en hélicoptère : Les mains de Chostakovitch jouant de la musique sur son piano. L'hélicoptère recule montrant la chambre de l'artiste. Puis la rue où deux civils armés sortent de la maison. Ils montent dans un tramway. L'hélicoptère suit le tramway jusqu'à une place avec d'autres civils armés. Ceux-ci montent dans des camions qui les emmènent aux premières lignes. Les russes sont dans les tranchées.La caméra se tourne alors vers la steppe vide, avance jusqu'à montrer mille blindés allemands et tire un premier coup de canon. La caméra se coupe et montre le concert de Chostakovitch où il crée sa symphonie de Leningrad avec 180 musiciens et 5 000 spectateurs, et c'est le générique. Durant cette scène, la symphonie de Leningrad est jouée d'abord par un seul instrument, le piano, puis d'autres s'ajoutent tout au long du plan séquence, celle-ci prend de plus en plus de place.
Ce n'est que grâce à l’intervention de Giulio Andreotti, le ministre italien des affaires étrangères, qu'il obtient les autorisations de tournage. Mais la mort du réalisateur en avril 1989 stoppe net le projet.
En 2004, la revue italienne de cinéma Ciak a publié son dernier projet, Un posto che solo Mary conosce (ou en anglais A Place Only Mary Knows) — soit en français Un lieu que seule Mary connaît — écrit avec Luca Morsella et Fabio Toncelli, une histoire sur la guerre de Sécession. Encore une histoire de trésor enterré, associant cette fois un soldat de l'Union et un vagabond sudiste, rôles que Leone destinait à Mickey Rourke et Richard Gere. Un projet publié sous la forme d'un traitement de 25 pages.

## Style
On pourrait résumer les westerns de Leone par la violence du scénario, la musique tonitruante et des acteurs venus de série B américaine. Le cinéma de Leone est facilement identifiable par le format de pellicule utilisé, le techniscope, la grande profondeur de champ (utilisation de focales courtes), les travellings arrière (d'un détail au plan d'ensemble), les gros plans extrêmes (scènes de duel), souvent sur les seuls yeux d'un personnage, en alternance avec de grandes vues d'ensemble. Le contraste qui en découle est l'un des responsables de l'impression d'ampleur qui résulte de la mise en scène de Leone. La dilatation du temps (la durée du récit est supérieure à celle de l'histoire) est un trait marquant du style moderne de Leone : de nombreuses scènes d'observation longues, tendues et sans dialogue entre duellistes, une violence hyperbolique, des effets dramatiques, l'amplification des détails réalistes et la raréfaction des éléments de l'espace et des individus autour du personnage central. On peut souligner le souci donné aux détails (minutie du costume, expressionnisme des gestes d'ailleurs raréfiés autour d'affrontements très brutaux, emploi d'espaces désertiques).
On ne peut pas parler de Leone sans évoquer la musique très présente (composée par Ennio Morricone), souvent indispensable comme dans les scènes d'observation citées ci-dessus, musique qui alterne avec des moments de silence où les bruitages sont exacerbés.
Enfin, les femmes ont peu de place dans les films du réalisateur, à l'exception notable de Jill dans Il était une fois dans l'Ouest.

## Accueil critique et public
La critique fut souvent assassine, du moins au début. À propos de Et pour quelques dollars de plus, Alain Paucard écrit : « Suite de Pour une poignée de dollars. C'est un peu moins mauvais, mais que c'est long. Leone, le réalisateur le plus surfait du siècle ». Au sujet d' Il était une fois la révolution, Jean Tulard écrit : « Leone filme des explosions au ralenti avec un parfait je-m'en-foutisme. Son humour, comme les mimiques de Steiger, sont d'une lourdeur désespérante ». Pour le critique italien Giovanni Grazzini, dans le Corriere della Sera : « Ce n'est pas qu'Il était une fois dans l'Ouest soit un film à jeter aux orties, […] Leone sait tenir son public au-delà de trois heures, […] mais il manque au film la fraîcheur de l'inspiration. La matière trop riche se replie sur elle-même sous le poids des échos innombrables et des citations de classiques. Mais l'ennui majeur ce n'est pas cela, l'originalité de Leone ayant toujours été davantage dans la forme que dans le fond ; c'est que justement la confection demeure convenue. […] Le nouveau film a la saveur du vieux ». Le Bon, la Brute et le Truand et Il était une fois dans l'Ouest furent néanmoins défendus par Les Cahiers du cinéma et Positif.
Pour Robert Chazal, à propos d'Il était une fois dans l'Ouest : « …cette abondance de biens va de pair avec une vaste ambition. Leone n'a pas traversé l'Atlantique pour copier les grands du western américain. Il a voulu imposer son style personnel. Abandonnant la violence systématique qui avait si bien réussi dans ses premiers films, il a, cette fois, choisi la lenteur, presque le ralenti, […] mais Sergio Leone peut être fier de lui. Il a montré aux Américains qu'il connaît l'Ouest aussi bien qu'eux ».
Jacques Lourcelles, dans son Dictionnaire des films, est particulièrement critique à l'égard de l'œuvre de Leone, qui selon lui a eu « une influence particulièrement catastrophique sur l'histoire du cinéma ». Il lui reproche d'avoir abaissé le niveau moyen du cinéma populaire, sa complaisance vis-à-vis de la violence et des « intrigues de plus en plus sommaires, de plus en plus débiles ».
Dans son livre L'Histoire du western, Charles Ford parle de « faux western » européen, mais épargne Leone, ce qui n'est pas le cas de Raymond Bellour dans Le Western, qui dépeint les westerns européens en ces termes : « Cette production dévastatrice qui ne brille que par sa nullité et sa malhonnêteté, se devait de ne pas trouver sa place dans le répertoire des westerns ». Certains critiques firent amende honorable, tel Jean Antoine Gili : « Pour avoir revu récemment certains des premiers westerns de Leone, je dois dire que j’ai été impressionné par tout ce que je n’y avais pas vu à leur sortie ».
Le public aime Sergio Leone comme le prouve le classement de ses films sur le site IMDb : au 14 mai 2011, Le Bon, la Brute et le Truand est classé 4e meilleur film de tous les temps, Il était une fois dans l'Ouest 20e, Il était une fois en Amérique 78e et Et pour quelques dollars de plus 121e. En 1996, trois réalisateurs français aussi différents que Patrice Leconte, Arnaud Desplechin et Claude Berri désignent Il était une fois en Amérique comme faisant partie de leurs 20 meilleurs films des 20 dernières années.
En France, plusieurs films dépassent les quatre millions d'entrées :
- Pour une poignée de dollars : 4 383 331 entrées (4e au box-office France 1966) ;
- Et pour quelques dollars de plus : 4 170 929 entrées (7e au box-office France 1966) ;
- Le Bon, la Brute et le Truand : 6 308 276 entrées (3e au box-office France 1968) ;
- Il était une fois dans l'Ouest : 14 862 764 entrées (1er au box-office France 1969) ;
- Il était une fois la révolution : 4 723 338 entrées (4e au box-office France 1972).

En Italie, plusieurs films dépassent les dix millions d'entrées :
- Pour une poignée de dollars : 14 797 275 entrées (2e au box-office Italie 1964-1965[40]) ;
- Et pour quelques dollars de plus : 14 543 161 entrées (1er au box-office Italie 1965-1966[41]) ;
- Le Bon, la Brute et le Truand : 11 364 221 entrées (2e au box-office Italie 1966-1967[42]) ;
- Il était une fois dans l'Ouest : 8 870 732 entrées (3e au box-office Italie 1968-1969[43]) ;
- Il était une fois la révolution : 6 049 000 entrées (9e au box-office Italie 1971-1972[44]).

Aux États-Unis, Le Bon, la Brute et le Truand obtient 19 000 000 dollars américains de recette au box-office alors que Il était une fois en Amérique rapporte 5 300 000 dollars.

## Influences et héritage
Parmi les influences que l'on accorde à Leone, John Ford est l'évidence de par le genre western dont ils furent les maîtres. Leone disait toutefois : « Ford était un optimiste ; je suis un pessimiste. Les personnages de Ford, quand ils ouvrent une fenêtre, scrutent toujours à la fin cet horizon plein d'espérance ; les miens au contraire, quand ils ouvrent la fenêtre, ont toujours peur de recevoir une balle entre les deux yeux. »
Le réalisateur Howard Hawks avoua admirer le style de Leone, au contraire d'Anthony Mann. Quentin Tarantino cite volontiers Sergio Leone comme son cinéaste favori. Kill Bill : volume 2 est d'ailleurs dédié entre autres à Sergio Leone. Le western Une corde, un colt… de Robert Hossein, sorti en 1969 est dédié au réalisateur tout comme Impitoyable de Clint Eastwood (dédié à Sergio (Leone) et Don). Le réalisateur sud-coréen Kim Jee-woon rend hommage à Sergio Leone dans Le Bon, la Brute et le Cinglé.
Leone croit avoir influencé deux grands réalisateurs : « Je continue à penser que sans mes films, Kubrick n'aurait pas fait Orange mécanique et Peckinpah La Horde sauvage. » Leone étant considéré unanimement comme le « père » du western spaghetti, il eut beaucoup de « fils » : Duccio Tessari (Un pistolet pour Ringo, 1965), Sergio Corbucci (Django, 1966), Sergio Sollima (Colorado, 1966), Giuseppe Colizzi (La Colline des bottes, 1969)… Leone dira d'ailleurs de ces successeurs dans le genre : « J'ai accouché d'enfants débiles ! ».
Un prix Sergio-Leone est remis chaque année au Festival du film italien d'Annecy. La première édition du Festival Lumière de Lyon en 2009 rendit hommage au cinéaste pour commémorer les vingt ans de sa disparition, en présentant une rétrospective intégrale de ses films, avec la venue de Clint Eastwood.

## Filmographie

### Assistant-réalisateur
- 1946 : Rigoletto de Carmine Gallone (non crédité)
- 1948 : Le Voleur de bicyclette (Ladri di biciclette) de Vittorio De Sica (non crédité)
- 1949 : Fabiola d'Alessandro Blasetti (non crédité)
- 1949 : Il trovatore de Carmine Gallone (non crédité)
- 1950 : La forza del destino de Carmine Gallone (non crédité)
- 1950 : Il voto de Mario Bonnard (non crédité)
- 1950 : La leggenda di Faust de Carmine Gallone (non crédité)
- 1950 : Taxi de nuit (Taxi di notte) de Carmine Gallone (non crédité)
- 1950 : Mara fille sauvage (Il brigante Musolino) de Mario Camerini (non crédité)
- 1951 : Quo Vadis de Mervyn LeRoy (non crédité)
- 1952 : La Fille du corsaire noir (Jolanda la figlia del corsaro nero) de Mario Soldati
- 1952 : Il folle di Marechiaro de Roberto Roberti (non crédité)
- 1952 : La Traite des blanches (La tratta delle bianche) de Luigi Comencini
- 1952 : Les Trois Corsaires (I tre corsari) de Mario Soldati
- 1953 : L'uomo, la bestia e la virtù de Steno
- 1953 : Phryné, courtisane d'orient (Frine, cortigiana d'Oriente) de Mario Bonnard
- 1954 : Hanno rubato un tram de Mario Bonnard et Aldo Fabrizi
- 1954 : Haine, Amour et Trahison (Tradita) de Mario Bonnard
- 1955 : Les Anges aux mains noires (La ladra) de Mario Bonnard
- 1956 : Hélène de Troie (Elena di Troia) de Robert Wise (non crédité)
- 1956 : Questa è la vita d'Aldo Fabrizi, Giorgio Pàstina, Mario Soldati et Luigi Zampa
- 1956 : Mi permette, babbo! de Mario Bonnard
- 1957 : El maestro (Il maestro…) d'Aldo Fabrizi et Eduardo Manzanos Brochero
- 1958 : L'Esclave d'Orient (Afrodite, dea dell'amore) de Mario Bonnard
- 1959 : Quai des illusions (La legge mi incolpa) d'Émile Couzinet
- 1959 : Sous le signe de Rome (Nel segno di Roma) de Guido Brignone (non crédité)
- 1959 : Au risque de se perdre (The Nun's Story) de Fred Zinnemann (non crédité)
- 1959 : Le Fils du corsaire rouge (Il figlio del corsaro rosso) de Primo Zeglio
- 1959 : Les Derniers Jours de Pompéi (Gli ultimi giorni di Pompei) de Mario Bonnard
- 1959 : Ben-Hur de William Wyler (non crédité)
- 1962 : Sodome et Gomorrhe (Sodoma e Gomorra) de Robert Aldrich (non crédité)

### Réalisateur
- 1959 : Les Derniers Jours de Pompei (Gli ultimi giorni di Pompei) coréalisé avec Mario Bonnard
- 1961 : Le Colosse de Rhodes (Il colosso di Rodi)
- 1964 : Pour une poignée de dollars (Per un pugno di dollari)
- 1965 : Et pour quelques dollars de plus (Per qualche dollaro in piu)
- 1966 : Le Bon, la Brute et le Truand (Il buono, il brutto, il cattivo)
- 1968 : Il était une fois dans l'Ouest (C'era una volta il West)
- 1971 : Il était une fois la révolution (Giù la testa)
- 1984 : Il était une fois en Amérique (Once Upon a Time in America)

### Scénariste
- 1958 : L'Esclave d'Orient (Afrodite, dea dell'amore) de Mario Bonnard
- 1959 : Sous le signe de Rome (Nel segno di Roma) de Guido Brignone
- 1959 : Les Derniers Jours de Pompei (Gli ultimi giorni di Pompei) de Mario Bonnard et Sergio Leone
- 1961 : Ivan le conquérant (Le sette sfide) de Primo Zeglio
- 1961 : Le Colosse de Rhodes (Il colosso di Rodi) de Sergio Leone
- 1961 : Romulus et Remus (Romolo e Remo) de Sergio Corbucci
- 1963 : Les Canons de San Antiogo (Le verdi bandiere di Allah) de Giacomo Gentilomo et Guido Zurli
- 1964 : Pour une poignée de dollars (Per un pugno di dollari) de Sergio Leone
- 1965 : Et pour quelques dollars de plus (Per qualche dollaro in piu) de Sergio Leone
- 1966 : Le Bon, la Brute et le Truand (Il buono, il brutto, il cattivo) de Sergio Leone
- 1968 : Il était une fois dans l'Ouest (C'era una volta il West) de Sergio Leone
- 1971 : Il était une fois la révolution (Giù la testa) de Sergio Leone
- 1973 : Mon nom est Personne (Il mio nome è Nessuno) de Tonino Valerii
- 1975 : Un génie, deux associés, une cloche (Un genio, due compari, un pollo) de Damiano Damiani
- 1984 : Il était une fois en Amérique (Once Upon a Time in America) de Sergio Leone
- 1986 : Troppo forte de Carlo Verdone

### Producteur
- 1973 : Mon nom est Personne (Il mio nome è Nessuno) de Tonino Valerii
- 1975 : Un génie, deux associés, une cloche (Un genio, due compari, un pollo) de Damiano Damiani
- 1977 : Qui a tué le chat ? (Il gatto) de Luigi Comencini
- 1979 : Un jouet dangereux (Il giocattolo) de Giuliano Montaldo
- 1980 : Un sacco bello de Carlo Verdone

### Acteur
- 1941 : La bocca sulla strada de Roberto Roberti
- 1948 : Le Voleur de bicyclette (Ladri di biciclette) de Vittorio De Sica (non crédité)
- 1969 : Sais-tu ce que Staline faisait aux femmes ? (Sai cosa faceva Stalin alle donne) de Maurizio Liverani

## Récompenses et distinctions

### Récompenses
- David du meilleur réalisateur lors de la 17e cérémonie des David di Donatello pour Il était une fois la révolution (ex-æquo avec Franco Zeffirelli pour François et le chemin du soleil).
- David René Clair lors de la 29e cérémonie des David di Donatello.
- Meilleur film étranger au Kinema Junpo en 1985 pour Il était une fois en Amérique.
- Ruban d'argent du meilleur réalisateur en 1985 pour Il était une fois en Amérique.
- Noisette d'or en 1987 au Festival du film de Giffoni.

### Nominations
- Nomination pour le David di Donatello du meilleur réalisateur étranger lors de la 30e cérémonie des David di Donatello pour Il était une fois en Amérique (récompense gagnée par Miloš Forman pour Amadeus).
- Nomination pour le British Academy Film Award du meilleur réalisateur lors de la 38e cérémonie des British Academy Film Awards pour Il était une fois en Amérique (récompense gagné par Wim Wenders pour Paris, Texas).
- Nomination pour le Golden Globe du meilleur réalisateur lors de la 42e cérémonie des Golden Globes pour Il était une fois en Amérique (récompense gagnée par Miloš Forman pour Amadeus).